# Бордер Лурон
Бордер Лурон (фр. Bordères-Louron) насеље је и општина у јужној Француској у региону Миди Пирене, у департману Горњи Пиринеји која припада префектури Бањер де Бигор.
По подацима из 2011. године у општини је живело 163 становника, а густина насељености је износила 9,36 становника/km². Општина се простире на површини од 17,41 km². Налази се на средњој надморској висини од 847 метара (максималној 2.173 m, а минималној 810 m).

## Демографија
| 1962. | 1968. | 1975. | 1982. | 1990. | 1999. | 2011. |
| ----- | ----- | ----- | ----- | ----- | ----- | ----- |
| 145   | 145   | 132   | 132   | 115   | 148   | 163   |

График промене броја становника у току последњих година